# Cagiva
Cagiva est un constructeur italien de moto installé à Schiranna, commune de Varèse, dans la banlieue de Milan.

## Historique

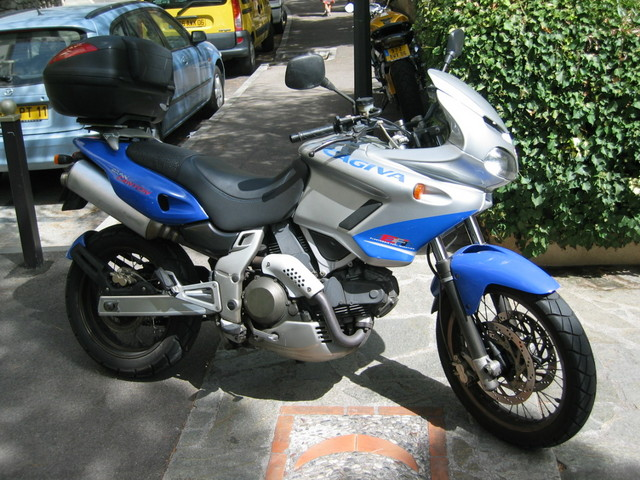
Une Cagiva 900 Gran Canyon.

La firme est née en 1950, créée par Giovanni Castiglioni. Cagiva signifie d'ailleurs Castiglioni Giovanni Varese. À l'origine, Cagiva fabriquait des pièces métalliques. Mais Castiglioni était un mordu de compétition moto. Il décida de créer une équipe avec deux motos conçues par l'usine, pilotées par Gianfranco Bonera et Marco Lucchinelli.
Et puis l'envie de mettre sa passion et son métier en commun prit forme. Il racheta l'usine AMF Harley-Davidson de Schiranna et débaucha des ingénieurs de chez Aermacchi et MV Agusta. Jusqu'en 1980, la production portera le logo HD Cagiva.
En 1983, un accord est signé avec Ducati pour la fourniture de moteurs. C'est le début d'une longue entente entre les deux marques.
Cagiva, dont la production se porte bien, rachètera un grand nombre de marques italiennes. Ducati, MV Agusta, Moto Morini et Husqvarna font ou ont fait partie de la grande famille Cagiva.

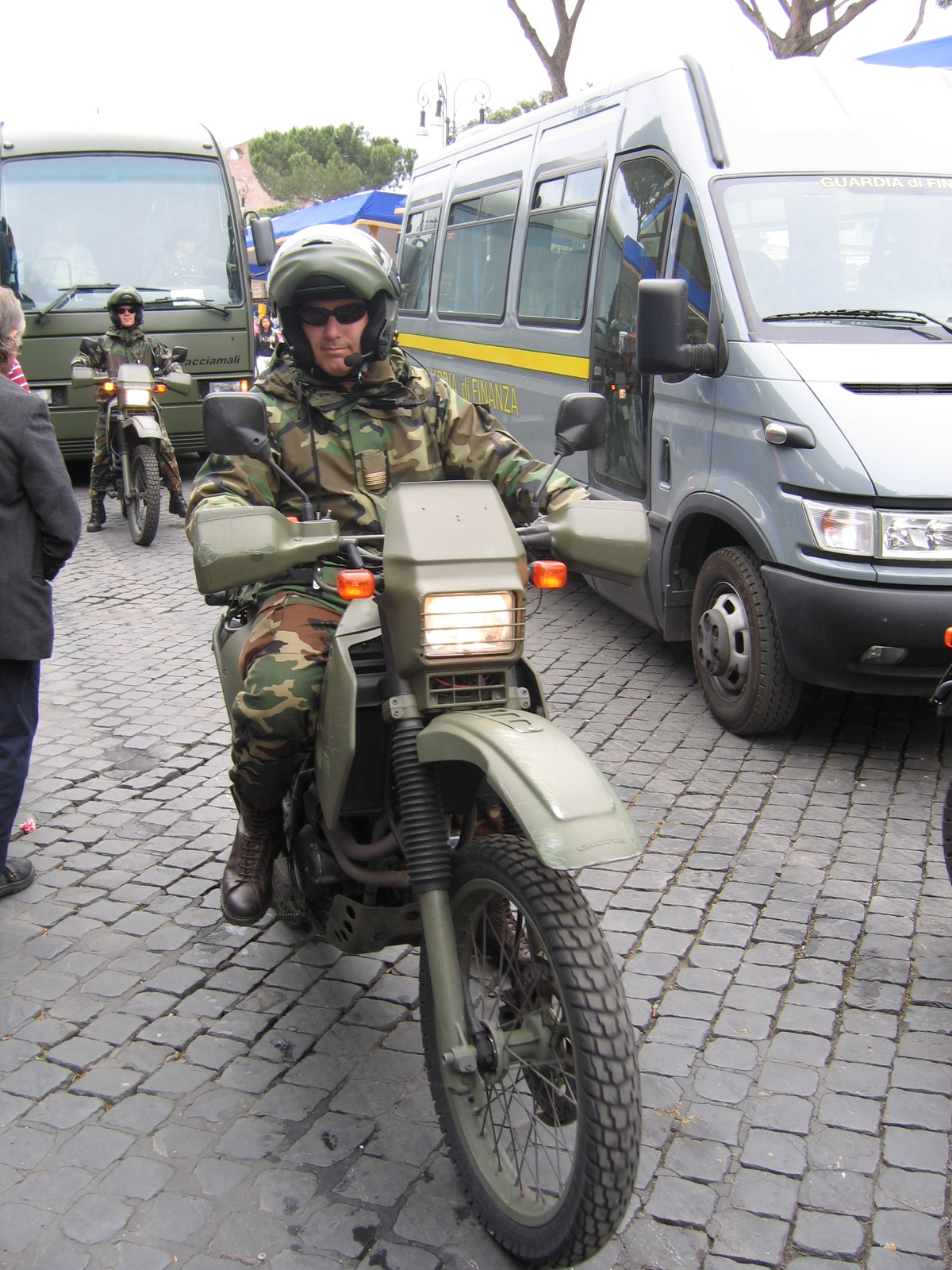
Une T4 de 350 cm3 de l'armée italienne en 2006.

En 1987, sur une idée de Claudio Castiglioni (fils de Giovanni et nouveau directeur de la marque) et Massimo Tamburini, la République de Saint-Marin accueille le CRC (Cagiva Research Center). À la pointe de la technique, cette unité entièrement consacrée au développement des motos donnera naissance à un grand nombre d'innovations techniques, ainsi qu'à de nombreux modèles mythiques tels que la Ducati 916 ou la MV Agusta F4.
Cagiva fournit en moto certaines armées, notamment l'Armée française avec la 350 T4. Cette moto a fait la guerre du Golfe, et est encore en service. Elle est renommée pour sa fiabilité. Sa remplcante, la Cagiva W16 sera utilisée en version 600 cm3 par James Bond dans GoldenEye.
En 1992, Cagiva Group (Cagiva Spa) rachète MV Agusta.
En 1993, Cagiva group entre en collaboration avec ČZ, marque de motos tchèque, pour produire des motos ČZ, Jawa ainsi que des Cagiva (roadster 521, 125 cm3). Cette collaboration prendra fin en 1997, lors des difficultés du groupe Cagiva.
En 1996, Cagiva Group vend Ducati et Moto Morini à TPG (Texas Pacific group).
En 1997, l'activité de fabrication de moto du Cagiva Group devient MV Agusta group (MV Agusta Spa). Ce dernier groupe contient alors les marques MV Agusta, Cagiva et Husqvarna. Les propriétaires successifs de Cagiva deviennent de fait ceux de MV Agusta. Les autres activités du Cagiva Group (emboutissage de tôles, fonderies, énergie, construction, hôtels) étant transférées à la holding Casti Group (Casti Spa). Cette holding est présidée par Gianfranco Castiglioni, frère de Claudio qui lui occupe le poste de conseiller délégué.
En 1999, une nouvelle usine est ouverte à Cassinetta di Biandronno (Varese). Le groupe compte alors 500 employés, dont 150 en recherche & développement.
En 2003, la production, qui avait cessé, reprend en février grâce au soutien de Banca Intesa.
En 2008, Harley-Davidson, Inc. achète le groupe MV Agusta Spa puis la revend à Claudio Castiglioni (président de MV Agusta depuis 2008) le 6 août 2010.

## Compétition

### Circuit
Après avoir sponsorisé les Yamaha et Suzuki du Team Life, dirigé par Alberto Pagani à la fin des années 1970, Cagiva arrive avec sa propre machine au Grand prix d'Allemagne 1980.

Le pilote est Virginio Ferrari (vice-champion 500 cm3 l'année précédente au sein du team Zago). Sa machine est un hybride sur base de Yamaha TZ 500.

L'ambition de l'équipe n'est pas de se battre pour la victoire, seulement de terminer la course. Mais, après s'être qualifié en dernière position, Ferrari se retire après le premier tour de course.
Le GP d'Allemagne 1981 voit la présentation de la première machine officielle à moteur Cagiva, toujours pilotée par Ferrari. C'est un quatre cylindres en ligne avec une alimentation par quatre disques rotatifs. Le cadre est un classique double berceau en tubes d'aciers.

Cette moto obtient le 44e temps et termine la course à la 30e place.

La saison se poursuit sur le même ton que l'année précédente, avec le meilleur résultat obtenu au GP de Saint-Marin en 19e place.
1982 représente un changement technique et une première trahison. Le hollandais Van Dulmen et Massimo Broccoli sont propulsés pilotes. Mais Dulmen quitte l'équipe pour passer chez Yamaha en début de saison. Cagiva recrute le sud africain Jon Ekerold pour le remplacer.
La moto est totalement nouvelle : le moteur quatre cylindres en carré, très incliné vers l'avant, est toujours alimenté par disques rotatifs disposés sur le côté du carter comme sur la Suzuki 500 Gamma.

Le cadre est un double berceau en tube d'aluminium carrés.

Durant la saison, Jon Ekerold donne entière satisfaction à l'équipe. Il se qualifie à de bonnes places et termine les courses, apportant à Cagiva son premier point en finissant à la dixième place du dernier Grand Prix de la saison à Hockenheim.
Pour la saison 1983, les frères Castiglioni augmentent l'investissement et une nouvelle moto arrive en cours de saison. Jon Ekerold garde son guidon. Il est rejoint par Virginio Ferrari, qui revient après une saison catastrophique chez Suzuki.

Les rapports entre Ekerold et son équipe sont tendus. Les résultats ne sont pas probants et la moto marche mal. Le sud-africain est licencié.
Ferrari termine seul la saison, avec une moto quasiment inconduisible.

La nouvelle 4C3 possède le moteur de la version précédente mais avec un aménagement majeur.
Ce moteur est semi-porteur, à l'avant, une structure qui englobe la colonne de direction est boulonnée au moteur, tandis qu'à l'arrière, c'est une grosse plaque qui le relie au bras oscillant.
Les résultats ne sont pas probants et Ferrari demande qu'on lui redonne un cadre classique double berceau en alu, mais la saison est compromise.
La saison 1984 est encore plus désastreuse. Ferrari rejoint le team Yamaha-Agostini, comme équipier d'Eddy Lawson et Castiglioni recrute Marco Lucchinelli

Il promet la victoire et succès mais la réalité est différente.

Il se qualifie avec le 18e temps pour les 200 miles d'Imola mais en championnat n'obtient que des résultats inégaux avec un point culminant pour le GP de France où il abandonne après avoir détruit la machine sur accident.

La machine n'était pas tellement différente. Le cadre double berceau en alu était plus compact et léger et le moteur revendiquait 132 chevaux.
Reprenant le poste de Lucchinelli, le Français Hervé Moineau place la machine à la 10e place lors du GP de Yougoslavie.
Un autre Français, Pierre Bolle, prend la suite.

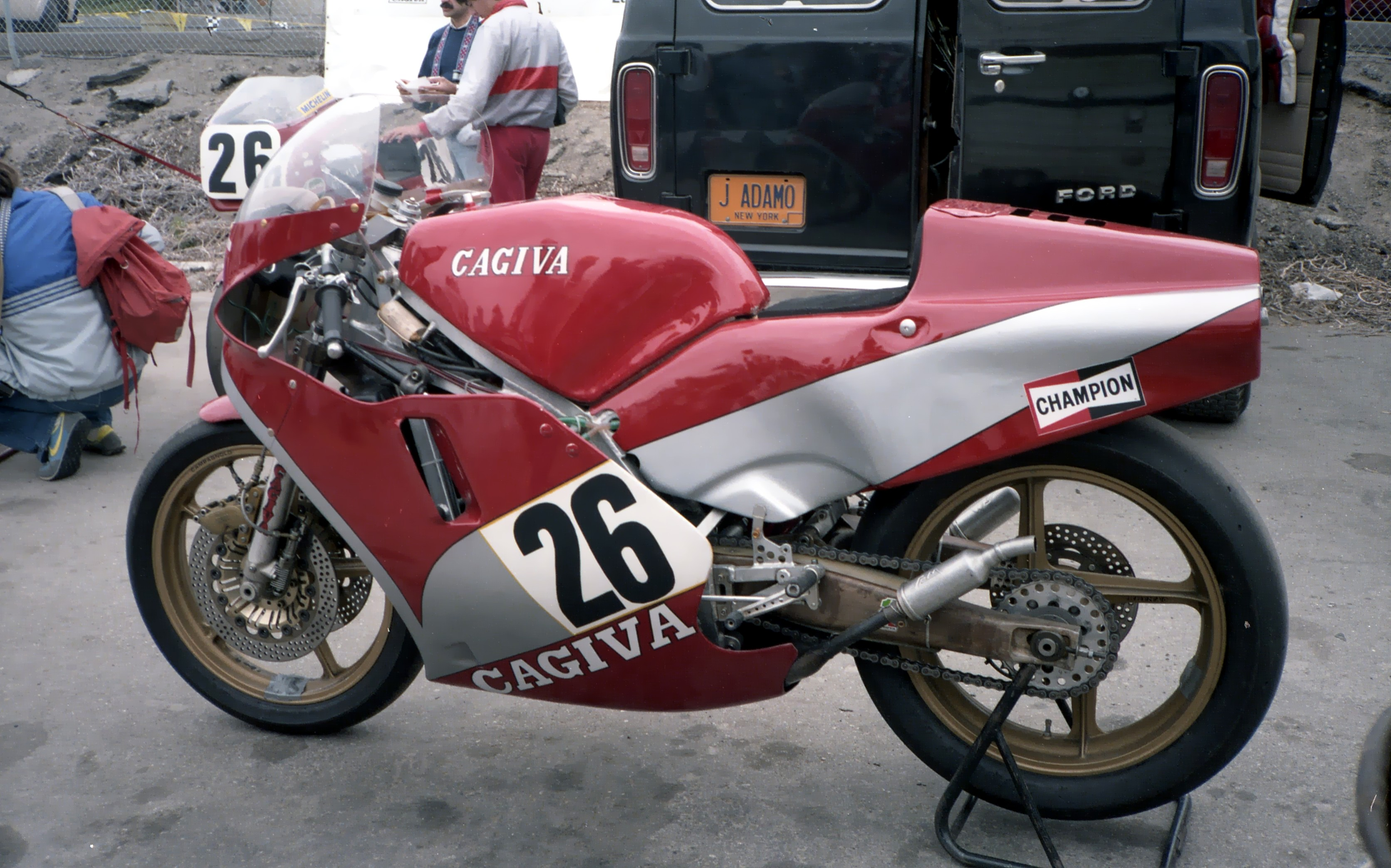
La Cagiva de compétition lors du Grand Prix des États-Unis en 1985.

En 1985, Cagiva propose une nouvelle solution technique. Lucchinelli et Ferrari sont à nouveau pilote. La moto est complètement nouvelle, avec un moteur V4 ouvert à 90° à alimentation par clapets. Le cadre est copié sur le Deltabox Yamaha.

La moto fait plusieurs tours sur la piste du circuit de Misano les 19 et 20 août 1985, aux mains de Kenny Roberts.
Les conseils de Roberts permettent de créer la C10 sur la base de la moto précédente, mais plus compétitive.
En 1986, le pilote espagnol Juan Garriga rejoint Lucchinelli. Il termine dix-septième du championnat, en ayant fini huitième de son GP national.
En 1987, la structure est complétée. Le belge Francis Batta est nommé directeur sportif. Il engage Didier de Radigues et Raymond Roche comme pilote.
La marque de cigarette Bastos arrive comme sponsor principal et les machines passent du rouge/argent au rouge identique aux Formules 1 Ferrari. C'est la première fois que les frères Castiglioni acceptent un sponsor qui n'est pas un partenaire technique.
La nouvelle machine, la C587, présentée lors de la quatrième épreuve, peut concurrencer les marques japonaises. Le nouveau quatre cylindres en V est dorénavant ouvert à 58°.

Le cadre est toujours de type périmétrique mais plus petit. Au GP de Brésil, De Radigues termine 4e.
En 1988, Didier de Radigues passe chez Yamaha et Cagiva engage Randy Mamola, vice-champion du monde 1987, aux côtés de Raymond Roche.

La C588 est chaussée en pneus Pirelli. Le moteur est plus petit et le cadre renforcé adopte un bras oscillant banane.

Massimo Tamburini dessine un carénage plus joli et aérodynamique. La machine est potentiellement compétitive.

Mais Roche est victime d'un accident sur le circuit d'Imola.

La saison continue avec une treizième position en Belgique, quatrième en Yougoslavie et septième en France.
La Cagiva est finalement compétitive et la saison 1989 promet d'être palpitante. Mais, tout ne va pas comme espéré. La C589, bien que plus légère et plus puissante souffre de problèmes de distribution qui empêchent Mamola d'utiliser toute la cavalerie disponible. Le pilote américain est démotivé. Il ne pense plus qu'à faire le spectacle au lieu d'essayer d'engranger des points. Il fait une erreur sur le circuit de Assen dans le tour de formation et il chute.
Les frères Castiglioni sont néanmoins persuadés du potentiel de la moto et ils reconduisent Mamola pour la saison suivante, associé à Ron Haslam et au brésilien Alexandre Barros.
La structure sportive est modifiée. Virginio Ferrari est nommé directeur sportif Fiorenzo Fanali responsable piste.
Les résultats continuent d'être mauvais. Mamola se blesse durant le grand prix de États-Unis et perd toute motivation pour le reste de la saison. Barros est victime de nombreuses chutes sans gravité.

Au GP de Yougoslavie, Mamola et Haslam se percutent dans le premier tour, Barros chute au troisième.
Les pilotes officiels font jeu égal en termes de résultat avec des pilotes privés.
La saison ne s'améliore pas et malgré l'apparition durant le GP de Tchécoslovaquie du C590 avec cadre en fibre de carbone. Les frères Castiglioni menacent de se retirer si les résultats ne sont pas probants. Eddie Lawson est recruté.
Le tournant coïncide avec l'arrivée d'Eddie Lawson à la fin de l'année 1990 (qui à 33 ans revendique quatre titres et trente victoires avec Honda et Yamaha) qui doit faire face à une moto peu compétitive et des pilotes démotivés.
Le rêve de Lawson de conclure sa carrière en gagnant sur la selle de la Cagiva, arrive le 12 août 1992 au GP de Hongrie, sur le Hungaroring. La route est tracée. La Cagiva est réellement compétitive et à partir de ce moment ne peut qu'être améliorée.
L'histoire se termine quand les frères Castiglioni décident d'engager tous les moyens humains et financiers sur la nouvelle MV Agusta.
Après quatorze ans de lutte avec les constructeurs japonais, Cagiva se retire officiellement du championnat de Vitesse 500 cm3 en 1994.
Trois victoires, onze podiums, six pole positions, et trois tours le plus rapide. C'est le bilan de l'histoire de la Cagiva de Grand prix, commençant sa carrière au Nürburgring le 24 août 1980 et finissant le 9 octobre 1994 à Barcelone sur le circuit de Catalogne à la fin du grand prix d'Europe.
Sa dernière apparition a lieu en 1995 au GP d'Italie, pilotée par  Pierfrancesco Chili qui se qualifie avec le troisième temps avant de manquer le podium pour une petite erreur après une très belle course.

### Rallye-raid

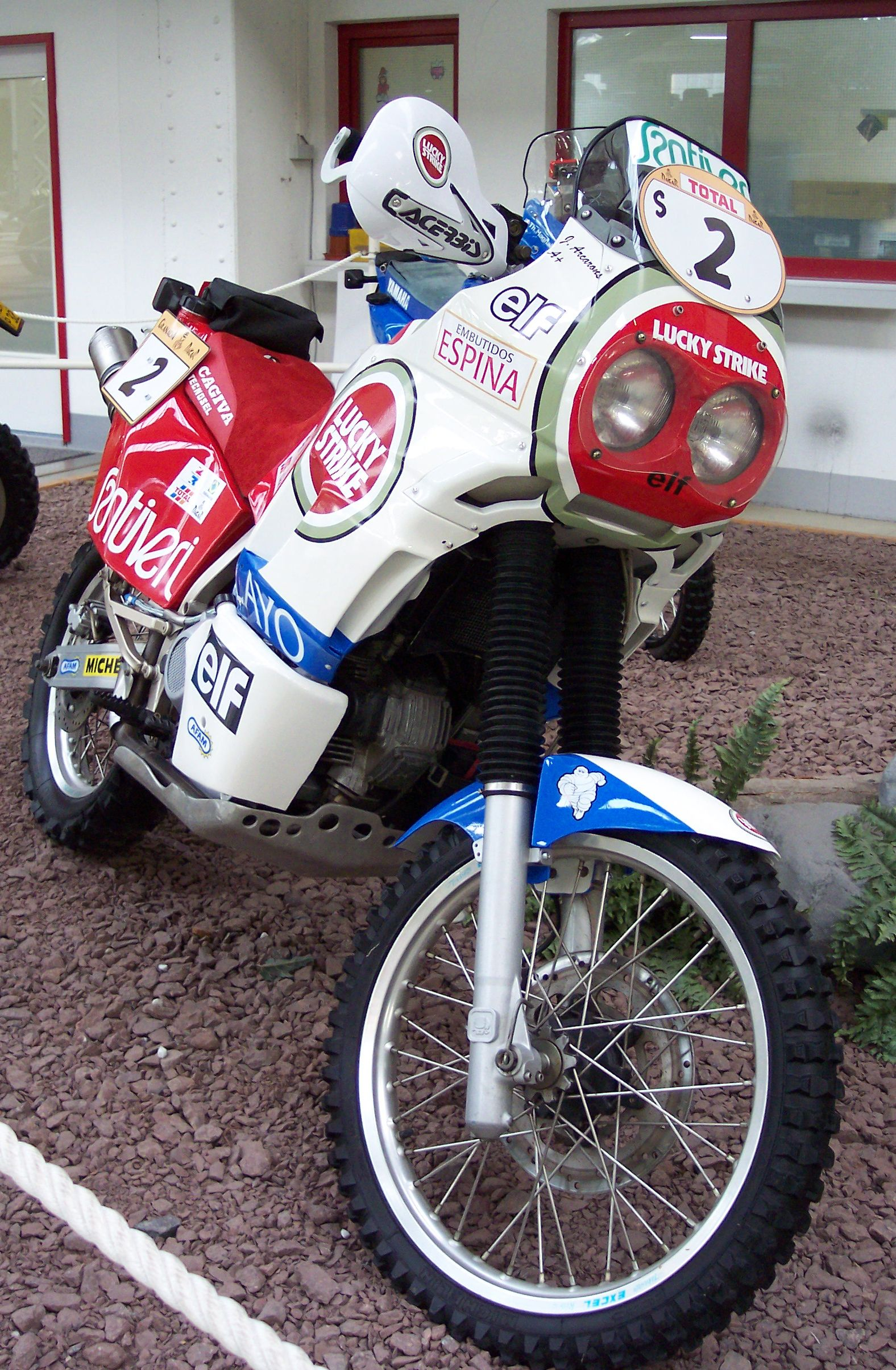
La 750 Elefant de Jordi Arcarons pour la course Granada-Dakar de 1995.

C’est en rallye-raid, et surtout au Paris-Dakar, que la marque a acquis une certaine notoriété avec ses modèles Elefant.
Dans le milieu des années 1980, les rallyes étaient très populaires en France, en Espagne et bien sûr en Italie. La marque italienne de tradition se devait d’y participer. C'est le cas à partir de 1984.
Le choix du moteur fut simple : Cagiva possédait alors Ducati et le bicylindre en V à 90° longitudinal caractéristique de la marque, enserré dans un léger cadre treillis et une partie cycle rigide était l’un des moteurs les plus puissants alignés au rallye Paris-Dakar. Il promettait à la longue de tenir le haut du pavé. C’est ainsi que la cylindrée évolua de 750 à presque 1 000 cm3 en passant par 860 cm3 durant son utilisation en rallye. Avec un radiateur énorme sous la plaque phare et un réservoir d’essence de près de 70 litres, ces motos prirent à juste titre le nom d’Elefant.
On engagea tout spécialement pour piloter ces machines le double vainqueur du rallye Paris-Dakar Hubert Auriol qui avait quitté BMW, et le vétéran Serge Bacou, qui venait de chez Yamaha.
Les machines d’usine Cagiva devaient tout d’abord passer par un stade d’évolution et de perfectionnement et c’est en 1987 que l’objectif allait presque être atteint si un grave accident n'avait contraint le pilote le mieux placé, Hubert Auriol, à abandonner.
La première victoire en rallye devait revenir cette année-là à Alessandro De Petri lors du Rallye des Pharaons.
En 1989, l’usine engagea, à la place d’Hubert Auriol, l’Italien Edi Orioli, qui avait en 1988 gagné sur Honda, et qui devait à partir de ce moment-là lancer la bruyante Cagiva sur les pistes ensablées du désert, pour finalement arracher la victoire en 1990. Cette année-là, Alessandro De Petri devait finir en plus troisième. De même, le Rallye des Pharaons était remporté en 1989 par les deux pilotes d’usine Cagiva. Lorsqu’on remplaça Orioli au début des années 1990 par le champion de moto-cross Danny Laporte, il sortit toujours vainqueur de leurs duels : en effet Laporte se cassait bien souvent quelques os lors de chutes à vitesse élevée et devait la plupart du temps abandonner rapidement, comme ce fut le cas en 1993, où il se brisa le poignet dans les toutes premières étapes. Il ne put même pas rejoindre Dakar.
Une grande réussite lors d’un Paris-Dakar représenta la double victoire en 1994. Au cours de cette course, la surpuissante Yamaha 850T brillait par son absence et devait laisser le champ libre à Orioli et à l’Espagnol Jordi Arcarons. La course s’était réduite cette année-là à un duel entre Cagiva.
En 1995, il y eut encore pour Cagiva une seconde et troisième place, dans l’ordre inverse cette fois-ci et derrière la Yamaha de Stéphane Peterhansel.
La fiabilité des Elefants laissant de plus en plus à désirer, l’époque glorieuse de Cagiva en rallye touchait à sa fin et l’équipe Cagiva se retira fin 1995.
Cagiva proposa encore durant des années des modèles spécifiques modifiés pour des rallyes, qui permettaient aux pilotes privés de se procurer des machines performantes pour relativement peu d’argent. Le pilote privé Oskar Garlado fit fureur en obtenant en 1997 une seconde place avec l’une de ces machines compétition-client, ce qui lui permit de passer professionnel.

## Mini Moke

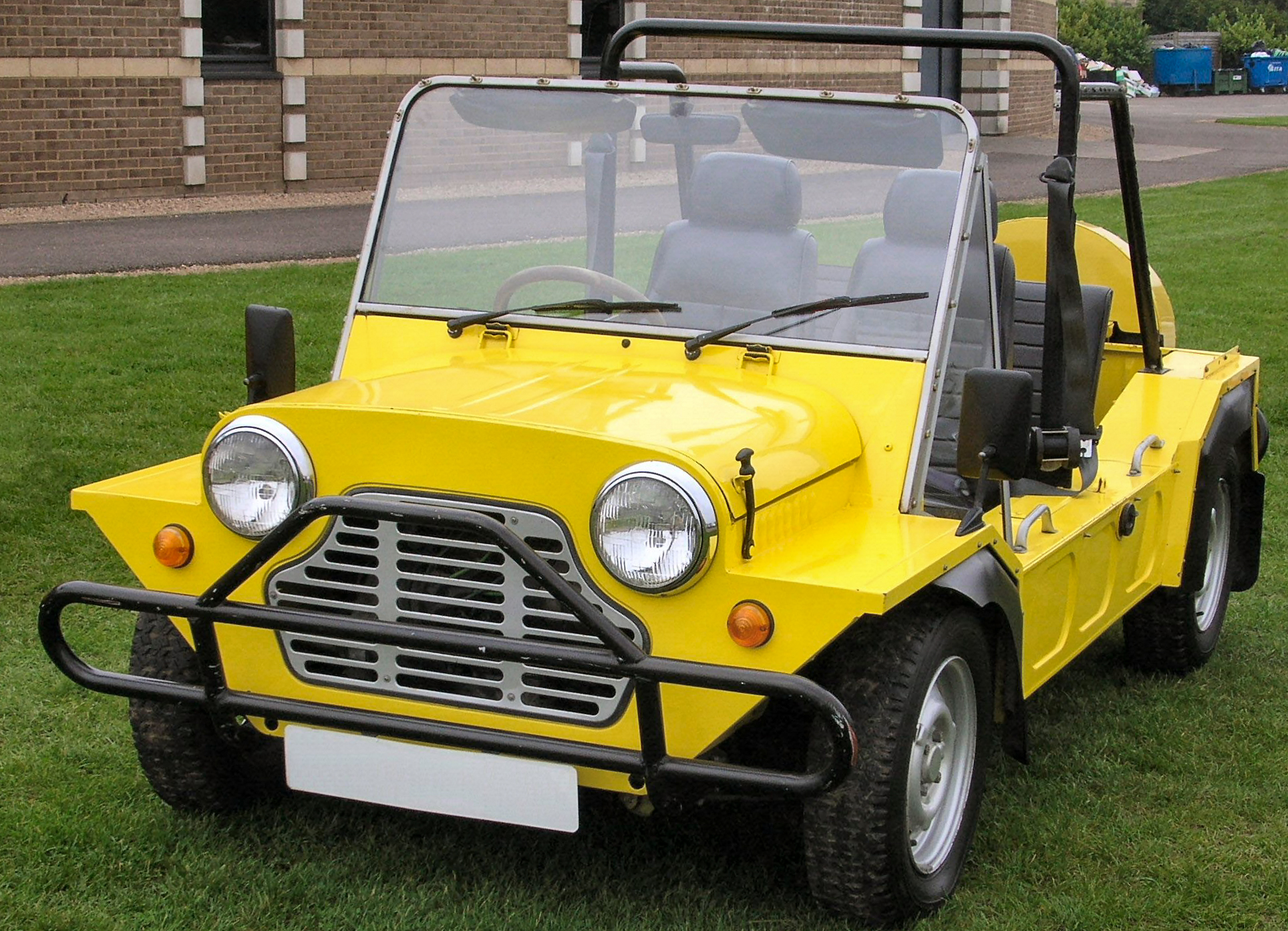
La Mini Moke.

En 1990, Cagiva achète à BMC les droits de la Mini Moke ainsi que l'outillage de l'usine du Portugal, outillage qui lui-même provenait de l'usine australienne, qui avait cessé la production en 1980. La voiture sera produite par Cagiva au Portugal de 1990 à 1993, utilisant des moteurs anglais. L'outillage sera transféré en Italie fin 1993, mais la production ne redémarrera pas.
Moke Automobili SpA (Cagiva Group), possédant le nom « Moke » mais pas « Mini », produira 1 500 de ces voitures sous le nom « Moke ».

## Galerie

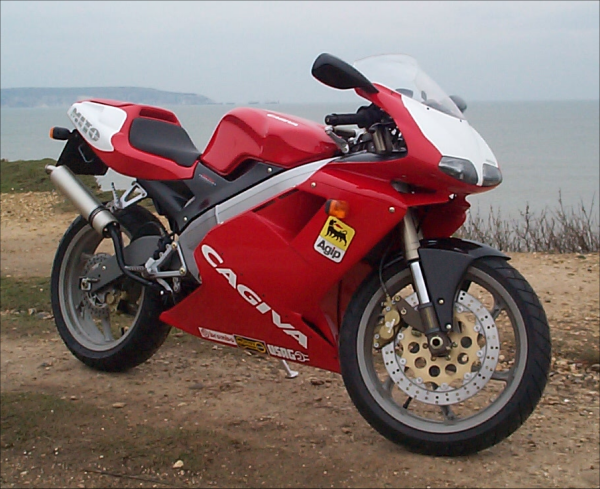
125 Mito.
125 Planet.
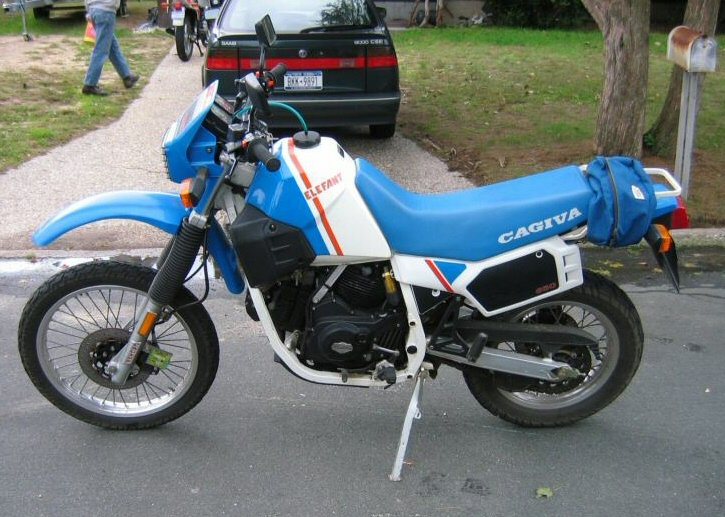
650 Elefant.
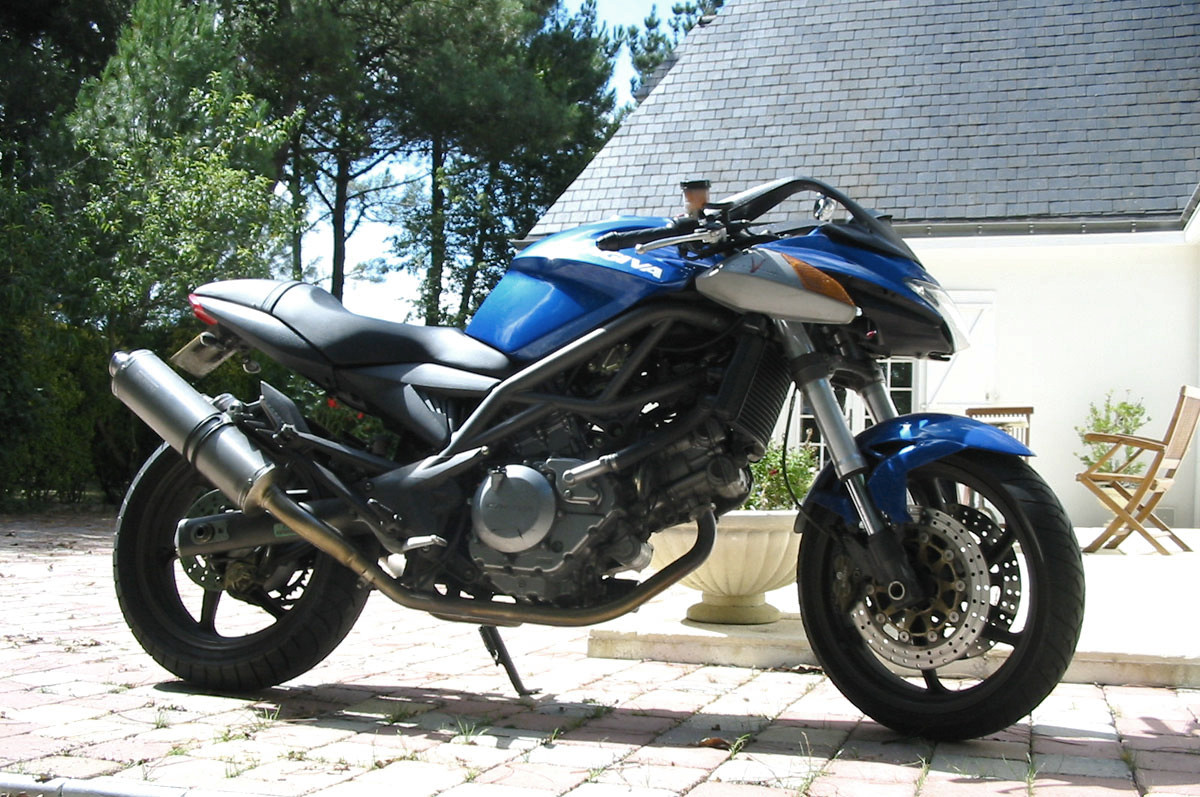
Cagiva V-Raptor 650 de 2001.